# Grave Digger
Grave Digger (engl. für ‚Totengräber‘) ist eine deutsche Heavy-Metal-Band aus Gladbeck.

## Bandgeschichte

### Gründung und die 1980er Jahre
Gegründet wurde Grave Digger Ende des Jahres 1980. Nach diversen Auftritten auf kleineren Festivals nahm die Band in der Besetzung Chris Boltendahl, Peter Masson, Willi Lackmann und Phillip Seibel 1983 zwei Songs für die Kompilation Rock from Hell auf. Im Mai 1984 veröffentlichte Grave Digger (nunmehr mit Albert Eckardt am Schlagzeug) ihr Debütalbum Heavy Metal Breakdown.
1985 folgte ihr zweites Album Witch Hunter. Weitere Festivalauftritte, eine Tournee zusammen mit Helloween im Juni 1985 und schließlich eine Dreifach-Headliner-Tour mit Celtic Frost und Helloween im Februar 1986 folgten, nachdem kurz zuvor im Januar 1986 das dritte Album War Games (erstmals mit C. F. Brank am Bass) auf den Markt kam. Nach dem Ausstieg von Peter Masson im Mai 1986, folgte Ende 1986 der Namenswechsel in Digger, unter dem sie mit Uwe Lulis an der Gitarre das Album Stronger than Ever herausbrachten. Dieses Album hat kaum noch etwas mit der ursprünglichen Musik von Grave Digger gemein. Vielmehr ist es der Versuch, die Massen mit Mainstream-Rock im Stil von Bon Jovi oder Van Halen zu erreichen. Da das Album floppte, erklärte Chris Boltendahl Ende 1987 die Auflösung der Band.

### Reunion und die 1990er Jahre
1991 kam die Band teilweise wieder zusammen. Chris Boltendahl und Uwe Lulis nahmen mit den Neuzugängen Tomi Göttlich und Peter Breitenbach (Warhead) zunächst die EP Ride On – For Promotion Only auf. Letzterer wurde bald durch Jörg Michael ersetzt, der schon bei Rage und Running Wild getrommelt hatte, und ihre Comeback-Platte The Reaper entstand, mit der Grave Digger wieder zu ihren Ursprüngen zurückkehrten. Im selben Jahr kam Best of the Eighties, ein Best-of-Album der früheren Werke, heraus.
1994 folgte das Album Symphony of Death, das zweite aber auch letzte mit Jörg Michael am Schlagzeug. Anschließend spielten Grave Digger mit ihrem neuen Drummer Frank Ulrich eine Tour durch Deutschland, u. a. als Vorband von Manowar. 1995 erschien dann Heart of Darkness, ein sehr düsteres Album mit Einflüssen der früheren Werke von Annihilator.
Das 1996 mit Stefan Arnold als neuem Schlagzeuger erschienene Konzeptalbum Tunes of War, welches die schottische Geschichte behandelte, war der Beginn der aus Konzeptalben bestehenden Mittelalter-Trilogie. Diese wurde mit dem Album Knights of the Cross aus dem Jahre 1997 mit Jens Becker (Ex-Running Wild) am Bass weitergeführt, welches vom Aufstieg und Fall des Templerordens handelte. Beendet wurde die Trilogie im Jahre 1999 mit dem Album Excalibur, welches die Sage um König Artus und die Ritter der Tafelrunde behandelte.
Daraufhin folgte eine Welttournee, mit Hans-Peter Katzenburg als Keyboarder, der schon auf „Tunes Of War“ gastierte und bald darauf festes Mitglied der Band wurde. Bis 2014 stand der recht große Mann immer in schwarzem Kapuzenumhang und silberner Totenschädelmaske als „Reaper“ auf der Bühne und in den Booklets der Alben. Er wurde immer als „HP Katzenburg“ angegeben. Sein Nachfolger Marcus Kniep führte die Tradition des „Reapers“ zunächst fort.

### 2000er Jahre

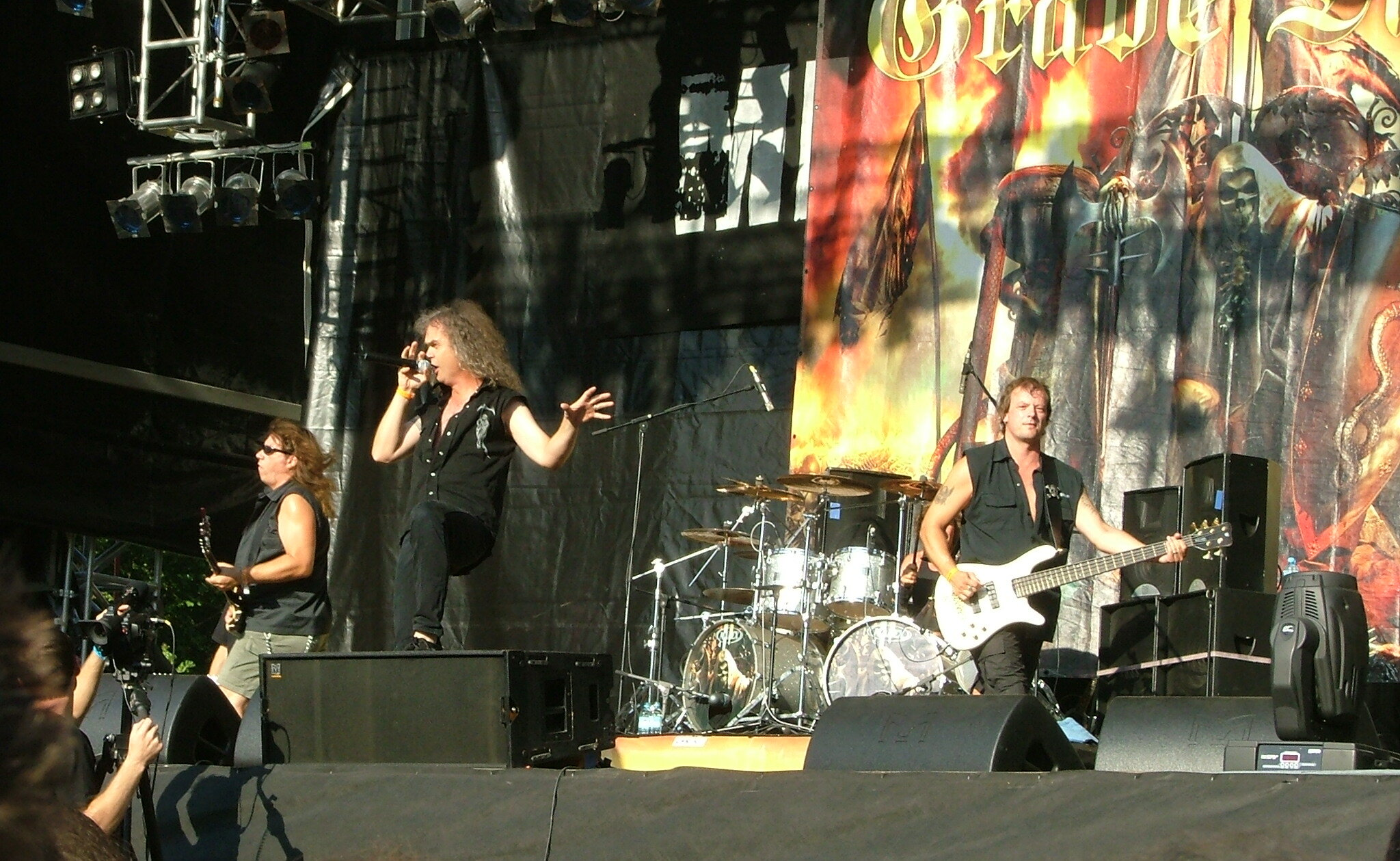
Grave Digger beim Metalcamp 2007

Im Jahr 2000 feierten Grave Digger ihr zwanzigjähriges Bestehen und spielten zu diesem Anlass am 11. November in der Zeche in Bochum ein Konzert, das ausverkauft war. Geboten wurden die beliebtesten Lieder der Band, ergänzt durch eher selten gespielte Lieder. Unterstützung erhielten Grave Digger auch von verschiedenen Gastmusikern. Dieses Konzert markiert einen Abschnitt in der Bandgeschichte, auch weil kurz danach Uwe Lulis aus persönlichen und geschäftlichen Gründen die Band verließ. Nach seiner Zeit bei Grave Digger gründete Lulis die Band Rebellion.
Ersatz wurde in dem Ex-Rage-Gitarristen Manni Schmidt gefunden. Mit ihm und unter dem neuen Platten-Label Nuclear Blast erschien 2001 The Grave Digger. Als Inspiration für die Texte dieses Albums dienten die Werke von Edgar Allan Poe.
2002 kam dann das erste Live-Album Tunes of Wacken und auch die erste DVD mit dem Auftritt auf dem Wacken Open Air 2001 auf den Markt. Zwei Jahre später erschien mit Rheingold ein weiteres Konzept-Album, welches sich rund um Richard Wagners Oper Der Ring des Nibelungen dreht.
Nach der erfolgreichen Rheingold-Tour mit Symphorce und Wizard im Vorprogramm ging es ins Studio für das nächste Album The Last Supper (engl.: ‚Das letzte Abendmahl‘), welches wie sein Vorgänger ein Konzeptalbum ist. Es beschäftigt sich mit den letzten Tagen Jesu Christi. Einige Journalisten beschreiben das Werk als bestes Album seit Tunes of War oder Heavy Metal Breakdown. Das Cover wurde zum ersten Mal von Gyula Havancsak gestaltet. Das Album erschien am 17. Januar 2005, die Tour mit StormHammer und Astral Doors begann am 11. Februar in Andernach, dem Geburtsort von Manni Schmidt.
Auf der Last-Supper-Tour wurde am 7. Mai 2005 der Auftritt in São Paulo mitgeschnitten und erschien im Oktober 2005 auf einer Live-DVD mit dem Titel 25 to Live zum 25-jährigen Band-Bestehen. Die Spielzeit der DVD umfasst etwa 2 Stunden und 30 Minuten. Unter der Setlist des Konzertes sind auch Klassiker und lang nicht gespielte Songs, wie Witch Hunter, Paradise und Shoot Her Down, zu finden. Zeitgleich ist auch eine gleichnamige Doppel-Live-CD erschienen.
Anfang 2006 wechselten Grave Digger von Nuclear Blast zum spanischen Label Locomotive Records. Am 29. September erschien die neue Single, eine neu eingespielte Version des Liedes Yesterday. Sie enthält zusätzlich eine kostenlose Live-DVD mit dem Auftritt auf dem Rock Machina Festival 2001 in Spanien. Am 12. Januar 2007 erschien ein neues Album mit dem Titel Liberty or Death. Eine „Double-Headliner“-Tour mit Therion folgte. Als Vorband fungierte Sabaton. Auch spielten Grave Digger auf dem Wacken Open Air 2007. Auf der In-Extremo-Best-Of-CD Kein Blick zurück sind Grave Digger mit einer englischen Version von Der Rattenfänger vertreten. Am 8. Oktober 2007 teilte Grave Digger auf ihrer Homepage im Rahmen eines Gewinnspiels mit, dass sie einen zweiten Gitarristen in die Band aufnehmen werden. Bei diesem handelt es sich um Thilo Hermann, ehemals bei Faithfull Breath, Risk, Holy Moses und Running Wild. Hermann spielte bereits live mit der Band und beteiligte sich auch am folgenden Album, welches unter dem Titel Ballads of a Hangman am 9. Januar 2009 erschien. Bereits im Februar 2009 schied der neue Gitarrist wieder aus, laut Aussage der Band jedoch nicht aufgrund von „zwischenmenschlichen Problemen“, sondern wegen mehrerer sachlicher Punkte, „von der Platzsituation auf der Bühne bis hin zu musikalischen Aspekten“.

### 2010er Jahre
Im September 2009 verließ Gitarrist Manni Schmidt die Band. Da die Band noch einige Konzertbuchungen für das laufende Jahr hatte, entschied sie sich im Oktober 2009 dazu, Axel Ritt (einen langjährigen Bekannten von Chris) als Ersatzmann an der Gitarre in die Band zu holen. Die Band bestritt am 24. Oktober 2009 in Gladbeck das erste Konzert mit Axel Ritt an der Gitarre. Mitte Januar 2010 wurde Axel Ritt auf der Internetpräsenz der Band offiziell als neuer »Grave Digger«-Gitarrist bestätigt.
Die Band spielte 2010 auf dem Wacken Open Air ihr Jubiläumskonzert zum 30-jährigen Jubiläum. Gäste waren u. a. Doro Pesch, Hansi Kürsch und Van Canto. Am 4. März 2011 erschien das Jubiläumskonzert als Live-DVD und -CD unter dem Namen The Clans Are Still Marching. Kurz darauf, am 1. Oktober 2010, erschien das Album The Clans Will Rise Again.
Auf dem am 26. Februar 2010 erschienenen Album Tribe of Force der Band Van Canto singt Chris Boltendahl zusammen mit der Band den Song Rebellion. Das Album wird von Napalm Records vertrieben.
Die Band stellte die Hymne für das Wacken Open Air 2011: Wacken Will Never Die.
Im Herbst 2011 arbeiteten Grave Digger zusammen mit der norwegischen Sängerin Anita Hegerland an einer Heavy-Metal-Interpretation des Titels »Schön ist es auf der Welt zu sein«, den Hegerland vor vierzig Jahren zusammen mit Roy Black veröffentlichte. Diese Version wurde am 21. Oktober 2011 veröffentlicht.
2012 kam mit Clash of the Gods das siebzehnte Album der Band heraus, das thematisch und musikalisch zwar keinen Bruch, aber schon einen starken Wandel zeigt. Die auf den vorigen Alben vorherrschenden schottisch-englischen Folkloreeinflüsse (Geschichte, Dudelsack-Zwischenspiele...) verschwanden, dafür drehten sich die Lieder nun um die altgriechische Mythologie, und auch in der Musik zeigten sich traditionelle griechische Elemente.
2014 erschien das konzeptfreie Album „Return of the Reaper“. Kurz danach gab H.P. Katzenburg seinen Ausstieg aus der Band bekannt, da er aufgrund anderer beruflicher und musikalischer Einbindungen nicht genügend Zeit mehr für Grave Digger aufbringen konnte. Sein Nachfolger ist Marcus Kniep.
2015 startete die Band eine Reihe von Konzerten aus Anlass des 35-jährigen Bandbestehens, in der sie hauptsächlich Songs aus den 80er Jahren spielte. Auch aus diesem Anlass erschien die Kompilation Exhumation – The Early Years mit insgesamt 15 alten Songs.
2017 am Freitag, den 13. Januar, erschien das Album „Healed By Metal“, das 19. Studioalbum von Grave Digger.
Im Juni 2018 verkündete die Band nach Fertigstellung der Aufnahmen zum Album „The Living Dead“ die Trennung vom langjährigen Schlagzeuger Stefan Arnold. Im Zuge dessen wechselte Marcus Kniep vom Keyboard ans Schlagzeug, seitdem tritt die Band als Quartett auf.

### 2020er Jahre
Nach der Trennung von Axel Ritt stellte die Band im Oktober 2023 Tobias Kersting (ex-Orden Ogan) als neuen Gitarristen vor, der bereits in Boltendahls Side-Projekt Steelhammer mit diesem zusammengearbeitet hatte.

## Galerie

Grave Digger, aktuelle Besetzung live auf dem Rockharz 2022
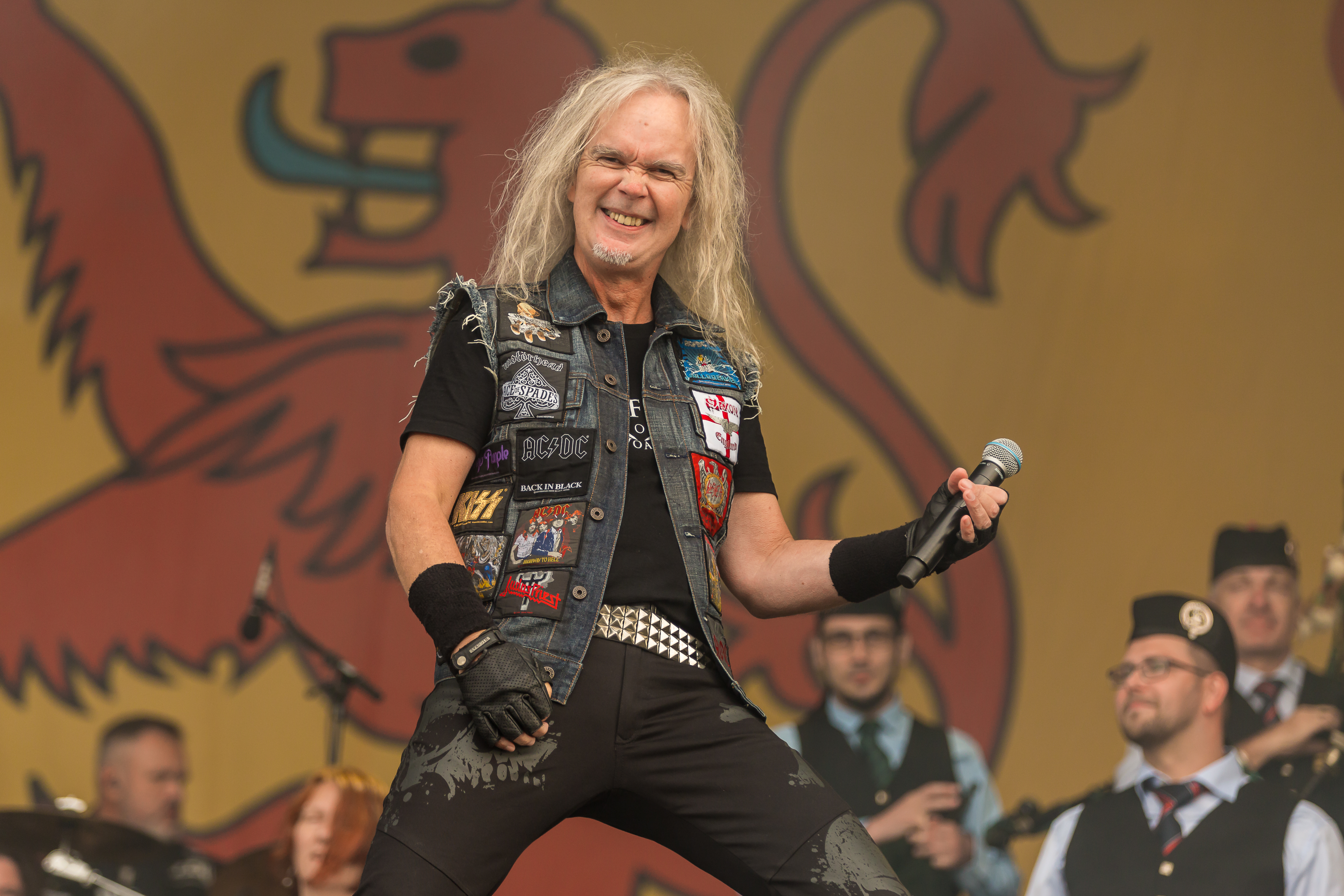
Sänger Chris Boltendahl
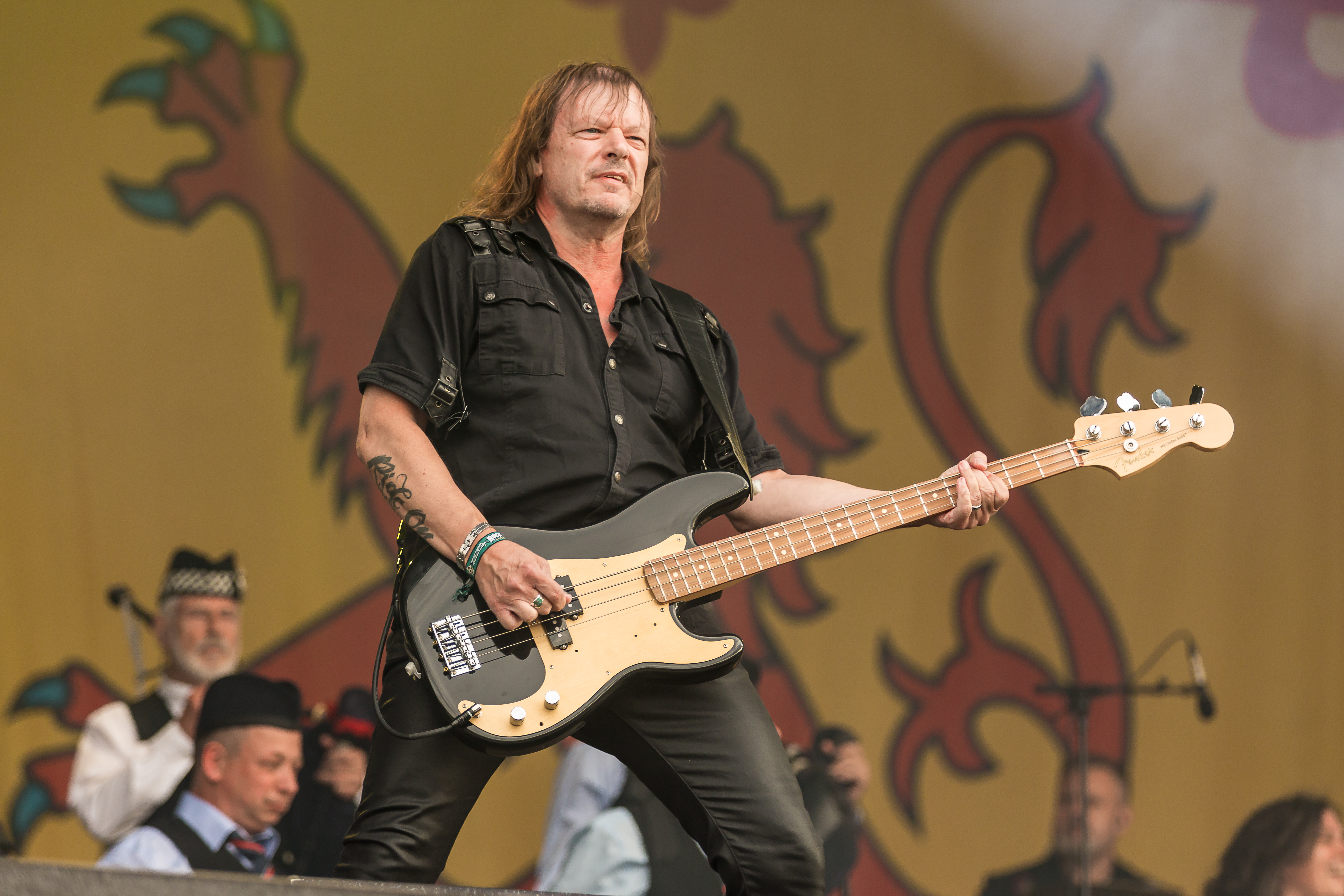
Bassist Jens Becker

## Diskografie

### Studioalben
| Jahr | Titel Musiklabel                            | Höchstplatzierung, Gesamtwochen, AuszeichnungChartplatzierungen (Jahr, Titel, Musiklabel, Platzierungen, Wochen, Auszeichnungen, Anmerkungen) | Höchstplatzierung, Gesamtwochen, AuszeichnungChartplatzierungen (Jahr, Titel, Musiklabel, Platzierungen, Wochen, Auszeichnungen, Anmerkungen) | Höchstplatzierung, Gesamtwochen, AuszeichnungChartplatzierungen (Jahr, Titel, Musiklabel, Platzierungen, Wochen, Auszeichnungen, Anmerkungen) | Anmerkungen                                  |
| Jahr | Titel Musiklabel                            | DE | AT | CH | Anmerkungen                                  |
| ---- | ------------------------------------------- | --- | --- | --- | -------------------------------------------- |
| 1984 | Heavy Metal Breakdown Noise Records         | — | — | — | Erstveröffentlichung: 7. April 1984          |
| 1985 | Witch Hunter Noise Records                  | — | — | — | Erstveröffentlichung: 10. Mai 1985           |
| 1986 | War Games Noise Records                     | — | — | — | Erstveröffentlichung: 1. Februar 1987        |
| 1987 | Stronger Than Ever Noise Records            | — | — | — | Erstveröffentlichung: 1987 als Digger        |
| 1993 | The Reaper Gun Records                      | — | — | — | Erstveröffentlichung: 2. November 1993       |
| 1995 | Heart of Darkness Gun Records               | DE73 (8 Wo.)DE | — | — | Erstveröffentlichung: 3. April 1995          |
| 1996 | Tunes of War Gun Records                    | DE81 (4 Wo.)DE | — | — | Erstveröffentlichung: 25. August 1996        |
| 1998 | Knights of the Cross Gun Records            | DE38 (3 Wo.)DE | — | — | Erstveröffentlichung: 18. Mai 1998           |
| 1999 | Excalibur Gun Records                       | DE21 (4 Wo.)DE | — | — | Erstveröffentlichung: 6. September 1999      |
| 2001 | The Grave Digger Nuclear Blast              | DE47 (2 Wo.)DE | — | — | Erstveröffentlichung: 22. Oktober 2001       |
| 2003 | Rheingold Nuclear Blast                     | DE44 (2 Wo.)DE | — | — | Erstveröffentlichung: 3. Juni 2003           |
| 2005 | The Last Supper Nuclear Blast               | DE39 (2 Wo.)DE | — | — | Erstveröffentlichung: 17. Januar 2005        |
| 2007 | Liberty or Death Locomotive Records         | DE30 (3 Wo.)DE | — | — | Erstveröffentlichung: 15. Januar 2007        |
| 2009 | Ballads of a Hangman Napalm Records         | DE31 (3 Wo.)DE | AT74 (1 Wo.)AT | CH81 (1 Wo.)CH | Erstveröffentlichung: 27. Januar 2009        |
| 2010 | The Clans Will Rise Again Napalm Records    | DE28 (2 Wo.)DE | — | CH86 (1 Wo.)CH | Erstveröffentlichung: 1. Oktober 2010        |
| 2011 | The Clans Are Still Marching Napalm Records | DE56 (1 Wo.)DE | — | — | Erstveröffentlichung: 7. März 2011 Livealbum |
| 2012 | Clash of the Gods Napalm Records            | DE29 (1 Wo.)DE | — | CH71 (1 Wo.)CH | Erstveröffentlichung: 31. August 2012        |
| 2014 | Return of the Reaper Napalm Records         | DE16 (3 Wo.)DE | AT59 (1 Wo.)AT | CH34 (1 Wo.)CH | Erstveröffentlichung: 11. Juli 2014          |
| 2017 | Healed by Metal Napalm Records              | DE15 (2 Wo.)DE | — | CH45 (1 Wo.)CH | Erstveröffentlichung: 13. Januar 2017        |
| 2018 | The Living Dead Napalm Records              | DE21 (1 Wo.)DE | — | CH41 (1 Wo.)CH | Erstveröffentlichung: 14. September 2018     |
| 2020 | Fields of Blood Napalm Records              | DE17 (2 Wo.)DE | AT67 (1 Wo.)AT | CH17 (2 Wo.)CH | Erstveröffentlichung: 29. Mai 2020           |
| 2022 | Symbol of Eternity Rock of Angels Records   | DE7 (2 Wo.)DE | — | CH25 (1 Wo.)CH | Erstveröffentlichung: 26. August 2022        |
| 2025 | Bone Collector Rock of Angels Records       | DE13 (1 Wo.)DE | AT25 (1 Wo.)AT | CH53 (1 Wo.)CH | Erstveröffentlichung: 17. Januar 2025        |

### Sonstige
- 1993: Best of the Eighties (Kompilation)
- 1994: Symphony of Death (EP)
- 2002: Tunes of Wacken (Live)
- 2002: The Middle Age Trilogy (Box-Set)
- 2002: The History Part One (Kompilation)
- 2002: Masterpieces (Kompilation plus DVD)
- 2002: Grave Digger – Die definitive Biografie (Bonus-CD zum Buch)
- 2003: Lost Tunes from the Vault (Kompilation)
- 2005: 25 to Live (Live-Doppel-CD)
- 2015: Exhumation – The Early Years (Kompilation)

### Singles und EPs
- 1984: Shoot Her Down
- 1993: Ride On (Promo)
- 1996: Rebellion (The Clans Are Marching) (Promo)
- 1997: The Dark of the Sun (EP)
- 1999: The Round Table (Forever)
- 2006: Yesterday '06
- 2008: Pray
- 2011: The Ballad of Mary (Queen of Scots)
- 2011: Schön ist es auf der Welt zu sein mit Anita Hegerland
- 2012: Home at Last
- 2024: The Grave Is Yours

### Beiträge für Sampler
- 1983: Violence und 2000 Lightyears from Home auf Rock from Hell
- 1985: Shine On und Tears of Blood auf Metal Attack
- 1999: Starlight auf Tribute to Accept Vol. 1
- 1999: We Rock auf Holy Dio – A Tribute to Ronnie James Dio
- 2002: Running Free auf Tribute to the Beast – Iron Maiden (wiederveröffentlicht 2005 auf Cover It Up Vol. 1)
- 2002: No Quarter auf The Music Remains the Same – A Metal Tribute to Led Zeppelin

### Videoalben
- 2002: Tunes of Wacken Live (DVD)
- 2002: Masterpieces (DVD plus CD)
- 2005: 25 to Live (als CD und DVD sowie CD + DVD in limitierter Auflage)
- 2011: The Clans Are Still Marching (Live-Mitschnitt vom Wacken Festival 2010)